# Grand Prix Kooperativa
O Grande Prêmio Kooperativa (oficialmente: Grand Prix Kooperativa) foi uma corrida ciclista que se disputava na Eslováquia, no final do mês de maio.
Começou-se a disputar em 2004 na categoria 1.5 (última categoria do profissionalismo). Desde a criação dos Circuitos Continentais da UCI em 2005 integrou-se no UCI Europe Tour, dentro da categoria 1.2 (igualmente última categoria do profissionalismo). A sua última edição foi a de 2009. 
Corria-se sobre uma distância de 165 km.

## Palmarés
| Ano  | Vencedor          | Segundo            | Terceiro          |
| ---- | ----------------- | ------------------ | ----------------- |
| 2004 | Laszlo Garamszegi | Martin Prazdnovsky | Stanislav Kozubek |
| 2005 | Piotr Przydział   | František Raboň    | Kairat Baigudinov |
| 2006 | Peter Velits      | Jure Kocjan        | Radoslav Rogina   |
| 2007 | Kristjan Fajt     | René Andrle        | Marcin Sapa       |
| 2008 | Esad Hasanovic    | Nebojša Jovanović  | Artur Detko       |
| 2009 | Peter Sagan       | Oleksandr Sheydyk  | Rupert Probst     |

## Palmarés por países
| País       | Vitórias |
| ---------- | -------- |
| Eslováquia | 2        |
| Hungria    | 1        |
| Polónia    | 1        |
| Eslovênia  | 1        |
| Sérvia     | 1        |